# Twierdzenie Hessenberga
Twierdzenie Hessenberga - twierdzenie teorii mnogości udowodnione przez Gerharda Hessenberga w roku 1906. Orzeka ono, że jeśli {\textstyle \kappa } jest nieskończoną liczbą kardynalną, to zachodzi równość {\displaystyle \kappa \cdot \kappa =\kappa }.

## Równoważność z aksjomatem wyboru
Twierdzenie Hessenberga można również sformułować bez odwoływania się do pojęcia liczb kardynalnych. Przyjmuje ono wtedy treść: Każdy zbiór nieskończony {\displaystyle X} jest równoliczny ze swoim kwadratem kartezjańskim, tj. dla dowolnego nieskończonego zbioru {\displaystyle X} zachodzi równoliczność {\displaystyle X\sim X\times X}.
Określone w ten sposób twierdzenie jest równoważne aksjomatowi wyboru.

### Aksjomat wyboru implikuje twierdzenie Hessenberga
Dowód: W dowodzie wykorzystamy równoważny aksjomatowi wyboru lemat Kuratowskiego-Zorna.
Weźmy dowolny zbiór nieskończony {\displaystyle X} i rozpatrzmy zbiór {\displaystyle {\mathcal {F}}=\{f|\ f:A\to A\times A\ {\text{jest bijekcją, gdzie }}\ A\subset X\ {\text{jest nieskończony}}\}.} Jeśli uporządkujemy {\displaystyle {\mathcal {F}}} relacją inkluzji, to spełnia on założenia lematu Kuratowskiego-Zorna, a zatem istnieje w nim element maksymalny {\displaystyle g:B\ \to B\times B} dla pewnego zbioru {\displaystyle B\subset X.} Jeśli {\displaystyle |B|=|X|,} to zachodzi {\displaystyle |X|=|B|=|B\times B|=|X\times X|,} więc dowód jest zakończony. Załóżmy więc dalej dla dowodu nie wprost, że {\displaystyle |B|<|X|.} Istnieje wtedy taki zbiór {\displaystyle C\subset X\backslash B,} że {\displaystyle |C|=|B|.} Istotnie, w przeciwnym razie z prawa dychotomii wynikałoby istnienie injekcji {\displaystyle \varphi :X\backslash B\to B,} więc biorąc dowolne dwa różne punkty {\displaystyle x_{1},x_{2}\in B} funkcja  {\displaystyle \psi :X\to B\times B} określona jako {\displaystyle \psi (x)=(x,x_{1})} dla {\displaystyle x\in B} oraz {\displaystyle \psi (x)=(\varphi (x),x_{1})} dla {\displaystyle x\in X\backslash B} byłaby injekcją, co prowadzi do sprzeczności, ponieważ implikuje nierówność {\displaystyle |X|\leqslant |B\times B|=|B|.} Zachodzi {\displaystyle |C|=|B|=|B\times B|=|B\times C|=|C\times B|=|C\times C|,} a ponadto {\displaystyle |C|\leqslant |(B\times C)\cup (C\times B)\cup (C\times C)|=|C\times \{1,2,3\}|\leqslant |C\times C|=|C|,} skąd wynika {\displaystyle |(B\times C)\cup (C\times B)\cup (C\times C)|=|C|,} czyli istnieje bijekcja {\displaystyle h:(B\times C)\cup (C\times B)\cup (C\times C)\to C.} Pozostaje tylko zauważyć, że {\displaystyle (B\cup C)\times (B\cup C)=(B\times B)\cup (B\times C)\cup (C\times B)\cup (C\times C),} a zatem funkcja {\displaystyle g\cup h} jest bijekcją prowadzącą z {\displaystyle (B\cup C)\times (B\cup C)} na {\displaystyle B\cup C,} co jednak przeczy maksymalności elementu {\displaystyle g}.

### Twierdzenie Hessenberga implikuje aksjomat wyboru
Dowód: Udowodnimy równoważne aksjomatowi wyboru twierdzenie Zermela, przy czym w dowodzie skupimy się tylko na dobrym uporządkowaniu zbiorów nieskończonych (możliwość wprowadzenia dobrego porządku na zbiorze skończonym wynika wprost z definicji, czyli istnienia bijekcji na ograniczony podzbiór zbioru liczb naturalnych).
Weźmy dowolny zbiór nieskończony {\displaystyle X} i oznaczmy przez {\displaystyle \alpha =\mathbb {H} (X)} jego liczbę Hartogsa. Zbiór {\displaystyle X\cup \alpha }  jest nieskończony, więc z założenia wynika, że zachodzi {\displaystyle |X\cup \alpha |=|(X\cup \alpha )\times (X\cup \alpha )|\geqslant |X\times \alpha |,} a ponadto z faktu, że {\displaystyle |X\cup \alpha |\leqslant |X\times \alpha |} i z twierdzenia Cantora-Bernsteina wynika równoliczność {\displaystyle |X\times \alpha |=|X\cup \alpha |.} Istnieje zatem bijekcja {\displaystyle f:X\times \alpha \to X\cup \alpha .} Dla każdego {\displaystyle x\in X} istnieje {\displaystyle \beta \in \alpha } takie, że {\displaystyle f(x,\beta )\in \alpha } (wynika to z definicji liczby Hartogsa, w przeciwnym razie bowiem istniałaby injekcja z {\displaystyle \alpha } w {\displaystyle X}). Niech zatem dla każdego {\displaystyle x} liczba {\displaystyle \beta _{x}} będzie najmniejszą liczbą porządkową o tej własności. Przy takim oznaczeniu funkcja {\displaystyle g:X\to \alpha } określona jako {\displaystyle g(x)=f(x,\beta _{x})} jest injekcją prowadzącą na pewien podzbiór liczby porządkowej, więc można dobrze uporządkować zbiór {\displaystyle X} za pomocą relacji {\displaystyle a\prec b\Leftrightarrow g(a)<g(b).}